# Асте (Ардеш)
Асте́ (фр. и окс. Astet) — коммуна во Франции, находится в регионе Рона — Альпы. Департамент коммуны — Ардеш. Входит в состав кантона Тюэй. Округ коммуны — Ларжантьер.
Код INSEE коммуны — 07018.
Коммуна расположена приблизительно в 490 км к югу от Парижа, в 135 км юго-западнее Лиона, в 45 км к западу от Прива, в долине реки Ардеш.

## Население
Население коммуны на 2008 год составляло 44 человека.
| 1962 | 1968 | 1975 | 1982 | 1990 | 1999 | 2008 |
| ---- | ---- | ---- | ---- | ---- | ---- | ---- |
| 166  | 139  | 109  | 73   | 67   | 51   | 44   |

## Экономика
В 2007 году среди 28 человек в трудоспособном возрасте (15—64 лет) 17 были экономически активными, 11 — неактивными (показатель активности — 60,7 %, в 1999 году было 59,4 %). Из 17 активных работали 17 человек (11 мужчин и 6 женщин), безработных не было. Среди 11 неактивных 3 человека были учениками или студентами, 6 — пенсионерами, 2 были неактивными по другим причинам.

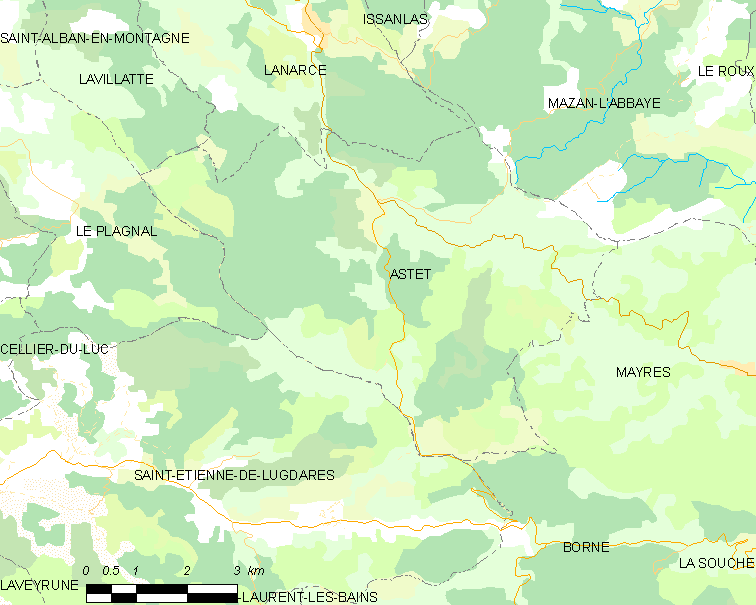
Карта коммуны